# Rajdowe Mistrzostwa Świata 1971
Międzynarodowe Mistrzostwa Producentów 1971 (International Championship for Manufacturers 1971, Skr. IMC 1971), były drugim sezonem rozgrywania mistrzostw producentów, organizowanym przez FISA. Sezon składał się z dziewięciu rajdów rozgrywanych na dwóch kontynentach. Mistrzem został francuski producent Alpine-Renault.

## Kalendarz
| Runda | Data               | Rajd                 | Nawierzchnia | Zwycięzca        | Samochód                 |
| ----- | ------------------ | -------------------- | ------------ | ---------------- | ------------------------ |
| 1     | 22–29 stycznia     | 41. Rajd Monte Carlo | Mieszana     | Ove Andersson    | Alpine-Renault A110 1600 |
| 2     | 17–21 lutego       | 22. Rajd Szwecji     | Śnieg        | Stig Blomqvist   | Saab 96 V4               |
| 3     | 14–17 marca        | 2. Rajd San Remo     | Asfalt       | Ove Andersson    | Alpine-Renault A110 1600 |
| 4     | 8–12 kwietnia      | 19. Rajd Safari      | Szuter       | Edgar Herrmann   | Datsun 240Z              |
| 5     | 28 kwietnia–1 maja | 14. Rajd Maroka      | Mieszana     | Jean Deschazeaux | Citroën SM               |
| 6     | 13–16 maja         | 42. Rajd Austrii     | Szuter       | Ove Andersson    | Alpine-Renault A110 1600 |
| 7     | 27–30 maja         | 19. Rajd Akropolu    | Szuter       | Ove Andersson    | Alpine-Renault A110 1600 |
| 8     | 21–26 czerwca      | 31. Rajd Alpejski    | Asfalt       | Bernard Darniche | Alpine-Renault A110 1600 |
| 9     | 20–25 listopada    | 27. Rajd RAC         | Mieszana     | Stig Blomqvist   | Saab 96 V4               |

### Klasyfikacja końcowa
| Msc | Producent      | MON | SWE | ITA | KEN | MAR | AUT | GRC | FRA | GBR | Pkt  |
| --- | -------------- | --- | --- | --- | --- | --- | --- | --- | --- | --- | ---- |
| 1   | Alpine-Renault | 9   | –   | 9   | –   | –   | 9   | 9   | –   | –   | 36   |
| 2   | Saab           | –   | 9   | –   | –   | –   | –   | –   | –   | 9   | 18   |
| 3   | Porsche        | 3.5 | 3   | –   | 2   | 2   | –   | –   | –   | 6   | 16.5 |
| 4   | Lancia         | 1   | 4   | 6   | –   | –   | –   | 4   | –   | 1   | 16   |
| 5   | Datsun         | 2   | –   | –   | 9   | –   | –   | –   | –   | –   | 11   |
| 5   | Fiat           | –   | –   | 2   | –   | –   | 6   | 3   | –   | –   | 11   |
| 7   | Peugeot        | –   | –   | –   | 4   | 6   | –   | –   | –   | –   | 10   |
| 8   | Citroën        | –   | –   | –   | –   | 9   | –   | –   | –   | –   | 9    |
| 8   | BMW            | –   | 6   | –   | –   | –   | 2   | 1   | –   | –   | 9    |
| 10  | Ford           | –   | –   | –   | 3   | –   | –   | –   | –   | 3   | 6    |
| 11  | Volkswagen     | –   | –   | –   | –   | –   | 4   | –   | –   | –   | 4    |
| 11  | Opel           | –   | 2   | –   | –   | –   | –   | 2   | –   | –   | 4    |